# 岡山県道275号藤戸連島線
岡山県道275号藤戸連島線（おかやまけんどう275ごう ふじとつらじません）は、岡山県倉敷市を通る一般県道である。

## 概要
倉敷市藤戸町藤戸と倉敷市連島中央5丁目を結ぶ。

### 路線データ
- 起点：岡山県倉敷市藤戸町藤戸（藤戸大橋交差点、岡山県道22号倉敷玉野線上、岡山県道165号藤戸早島線交点）
- 終点：岡山県倉敷市連島中央5丁目（大梵南交差点、岡山県道428号倉敷西環状線交点）
- 総延長：約9.0 km

## 路線状況

### 重複区間
- 岡山県道22号倉敷玉野線（倉敷市藤戸町藤戸・藤戸大橋交差点（起点） - 倉敷市粒江・粒江小東交差点）
- 岡山県道274号福田老松線（倉敷市福井 - 倉敷市福田町浦田）

## 地理

### 通過する自治体
- 倉敷市

### 交差する道路
| 交差する道路                                                 | 交差する場所  | 交差する場所          |
| ------------------------------------------------------------ | ------------- | --------------------- |
| 岡山県道22号倉敷玉野線 重複区間起点 岡山県道165号藤戸早島線  | 藤戸町藤戸    | 藤戸大橋交差点 / 起点 |
| 岡山県道22号倉敷玉野線 重複区間終点 倉敷市道1010号船倉曽原線 | 粒江          | 粒江小東交差点        |
| 倉敷市道1030号駅前古城池霞橋線                               | 黒石          | 吉岡南交差点          |
| 岡山県道274号福田老松線 重複区間起点                         | 福井          |                       |
| 岡山県道274号福田老松線 重複区間終点                         | 福田町浦田    |                       |
| 岡山県道188号水島港線                                        | 連島町連島    |                       |
| 倉敷市道1019号三田五軒屋海岸通4号線                          | 連島町連島    |                       |
| 岡山県道428号倉敷西環状線 倉敷市道1030号駅前古城池霞橋線     | 連島中央5丁目 | 大梵南交差点 / 終点   |

### 交差する鉄道
- 水島臨海鉄道水島本線

### 沿線
- 倉敷市立粒江小学校
- 倉敷市立倉敷支援学校
- 岡山県立倉敷南高等学校
- 水島臨海鉄道水島本線 浦田駅